# 佐野弘子
佐野 弘子（さの ひろこ、1983年2月5日 - ）は、日本の元女子サッカー選手。元サッカー日本女子代表。現役時代のポジションはミッドフィールダー。

## 来歴
TASAKIペルーレFCでプレー。サッカー日本女子代表では、2003年3月19日、20歳の時にタイ代表との試合でデビューし、9-0で勝利した。日本代表での出場はこの1試合のみだった。

## 代表歴
- 2003年3月19日 - A代表初出場 - タイ戦

### 試合数
- 国際Aマッチ 1試合（2003）

| 日本代表 | 国際Aマッチ | 国際Aマッチ |
| 年       | 出場        | 得点        |
| -------- | ----------- | ----------- |
| 2003     | 1           | 0           |
| 通算     | 1           | 0           |

### 出場
| # | 開催日         | 開催地   | 会場 | 相手 | 結果 | 監督     | 大会         |
| - | -------------- | -------- | ---- | ---- | ---- | -------- | ------------ |
| 1 | 2003年03月19日 | バンコク |      | タイ | ○9-0 | 上田栄治 | 国際親善試合 |